# Ordovés

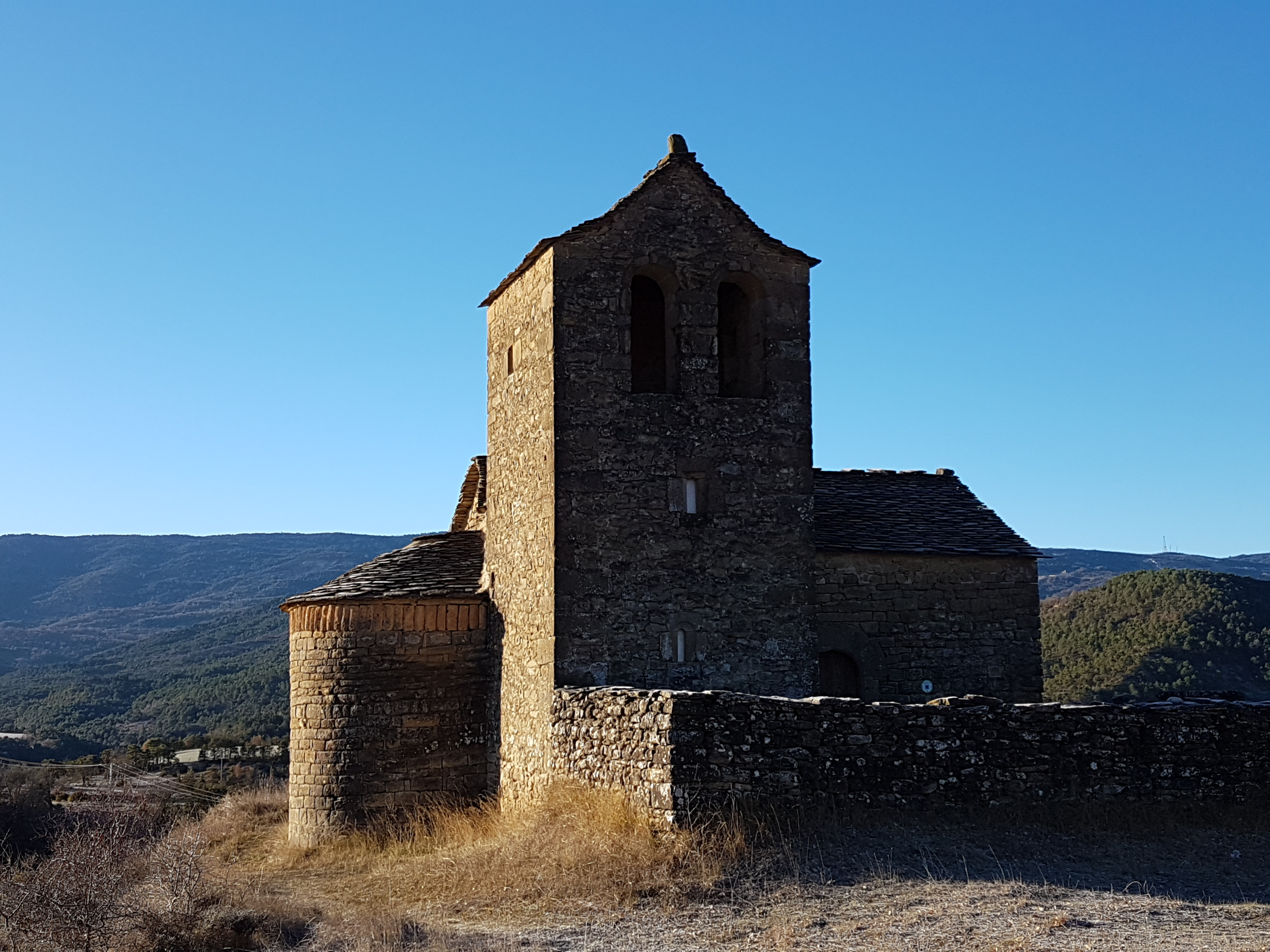
Église Saint-Martin d'Ordovés.

Ordovés est un village de la province de Huesca, situé à environ huit kilomètres au sud de la ville de Sabiñánigo, sur la rive droite du Guarga, dans la Guarguera. Il compte aujourd'hui deux habitants (INE, 2013). L'église du village, dédiées à saint Martin, a été construite au cours du premier quart du XIe siècle. Les fresques du XIe siècle qui s'y trouvaient sont conservées au musée diocésain de Jaca ; un fac-similé est exposé dans l'église.